# لباس سرهمی (ترانه)
 «لباس سرهمی» (به انگلیسی: Jumpsuit) ترانه‌ای است که توسط گروه دو نفره موسیقی آمریکایی توئنی وان پایلتس نوشته و ضبط شده‌است. این ترانه در ۱۱ ژوئیه ۲۰۱۸ به عنوان اولین تک آهنگ از پنجمین آلبوم استودیویی آنها سنگر (۲۰۱۸) منتشر شد. این اولین ترانه‌ای است که پس از یک سال سکوت عمومی توسط گروه منتشر شد. این قطعه در شصت و یکمین مراسم جایزه گرمی نامزد دریافت بهترین ترانه راک شد.